# Els pioners
Els pioners (títol original: The Seekers) és una pel·lícula d'aventures britànica i neozelandesa de 1954 dirigida per Ken Annakin i protagonitzada Jack Hawkins, Glynis Johns, Noel Purcell i Kenneth Williams. La pel·lícula va ser produïda per Rank Organization i es va rodar als Pinewood Studios amb rodatges al voltant de Whakatāne. Els decorats de la pel·lícula van ser dissenyats pel director d'art Maurice Carter amb vestuari de Julie Harris. Va ser la primera gran pel·lícula d'estudi internacional rodada a Nova Zelanda. La pel·lícula va ser adaptada de la novel·la The Seekers del neozelandès John Guthrie . Va ser estrenada als Estats Units per Universal Pictures com Land of Fury. Està doblada al català.
Annakin va dir que "no va ser el meu major triomf com a cineasta, sinó una experiència agradable de viure, una cosa que començava a reconèixer tan important com el procés real de la pel·lícula".

## Argument
El 1821, entre els primers mariners britànics a trepitjar Nova Zelanda, Phillip Wayne es fa amic del cap d'una tribu maori. Posteriorment es casa a Anglaterra i torna a Nova Zelanda amb un petit grup de seguidors per establir-se.

## Repartiment
- Jack Hawkins com Philip Wayne
- Noel Purcell com Paddy Clarke
- Glynis Johns com Marion Southey
- Inia Te Wiata com Hongi Tepe
- Kenneth Williams com Peter Wishart
- Laya Raki com Moana
- Thomas Heathcote com Sgt. Paul
- Francis De Wolff com Capt. Bryce
- Norman Mitchell com Grayson
- Ian Fleming com Mr. Southey
- James Copeland com Mackay
- Henry Gilbert com Aspiti Tohunga

## Detalls de producció
Ken Annakin havia fet Hotel Sahara amb el productor George Brown, que després havia enviat al director diversos guions, cap dels quals Annakin volia fer. No obstant això, estava interessat en Els pioners en part perquè estava ambientat a Nova Zelanda, on havia viscut Annakin. Aquest va dir: "Es basava en una novel·la que era històricament certa, però el guió que estava escrivint el dramaturg Bill Fairchild em va semblar ple de clixés i personatges avorrits. No obstant això, vaig sentir que podia posar aquestes coses correctament a la filmació." Finalment, el productor va dir a Annakin que la pel·lícula es faria completament a l'estudi de Pinewood per raons de diners.
Jack Hawkins es va sentir atret pel paper perquè representava un canvi de ritme respecte a les pel·lícules de guerra en què s'havia convertit en una estrella. Annakin va escriure més tard que sentia que Hawkins "per molt que m'agradava, semblava massa vell i ben alimentat" per la seva banda. Vuit maoris van ser importats de Nova Zelanda juntament amb un cantant d'òpera per interpretar el cap.

L'actriu javanesa-alemanya Laya Raki va ser seleccionada com a maorí. Un publicista de la pel·lícula va dir:
Laya té un fort repartiment polinèsic. Havíem provat diverses noies maoris, algunes d'elles boniques, però d'alguna manera les càmeres no les van agafar. Ja saps com la gent fotografia de manera diferent de com es veu realment... Bé, quan ens vam topar amb Laya Raki i la vam provar, va fotografiar idealment per al paper. Sembla més una maori que una maori.
El rodatge es va dur a terme al voltant de Whakatāne, a l'est de la badia de Plenty.
Posteriorment es va decidir filmar algunes seqüències a Nova Zelanda amb un equip reduït de setze més Hawkins, Noel Purcell i Laya Raki. La unitat es basava fora de Whakatāne amb escenes rodades al llac Roititi i Rotorua.

## Estrena
L'estrena mundial de la pel·lícula es va celebrar a Wellington, Nova Zelanda el 24 de juny de 1954.